# (1212) Francette
(1212) Francette ist ein Asteroid des Hauptgürtels, der am 3. Dezember 1931 vom französischen Astronomen Louis Boyer in Algier entdeckt wurde.
Der Asteroid trägt den Namen der Ehefrau des Entdeckers.